# Ethik und Militär
Ethik und Militär – Kontroversen der Militärethik und Sicherheitskultur ist ein zweisprachiges E-Journal für aktuelle ethische Themen aus Militärethik, Sicherheitskultur und Völkerrecht. Darin werden sicherheitspolitische Herausforderungen für Streitkräfte und Gesellschaft thematisiert. Autoren aus Wissenschaft, Politik und Militär wie Ronald C. Arkin, Karl Müllner, Stefan Oeter, Götz Neuneck und Sönke Neitzel (BSI-Präsident Michael Hange im Interview) beleuchten kritisch jeweils ein aktuelles Thema der Militärethik.
Die Zeitschrift ist ein unentgeltliches, nicht kommerzielles, journalistisch-redaktionell gestaltetes, digitales Angebot des Zentrums für ethische Bildung in den Streitkräften (zebis). Das zebis ist eine Einrichtung zur ethischen Bildung in den Streitkräften. Es wurde im Auftrag des Katholischen Militärbischofs für die deutsche Bundeswehr am Institut für Theologie und Frieden (ithf) errichtet.
Die englischsprachige Version der Zeitschrift erscheint unter dem Titel Ethics and Armed Forces und der ISSN 2199-4137.
Das E-Journal wird vom Zentrum für ethische Bildung in den Streitkräften (zebis) in Kooperation mit Wissenschaftlern herausgegeben. Die Chefredakteurin ist Veronika Bock. Herausgeber sind Veronika Bock, Thomas Elßner, Alexander Merkl, Johannes J. Frühbauer, Fred van Iersel, Andreas Bock und Norbert Stäblein. Zum Advisory Board (Beirat) gehören mit Stand Dezember 2021 Lothar Bendel, Heinrich Dierkes, Friederike Frücht, Angela Reinders, Cornelius Sturm und Kristina Tonn.

## Ausgaben und Themen
Jede Ausgabe widmet sich einem Themenschwerpunkt. Die Ausgaben und Themenschwerpunkte bis Dezember 2021 waren:
- 2014/1: Drohnen und LAWS
- 2014/2: Cyberkrieg
- 2015/1: Militärmedizinethik
- 2015/2: Hybride Kriege
- 2016:/0 Innere Führung
- 2017:/0 Terror
- 2018/1: Strategic Foresight
- 2018/2: Europäische Armee
- 2019/1: Konfliktzone Cyberspace
- 2019/2: Ethik für Soldaten
- 2020/1: Nukleare Abschreckung
- 2020/2: Corona-Pandemie
- 2021/1: Klimawandel
- 2021/2: Innere Führung/Soldatisches Ethos